# Наші (фільм, 2012)
Наші (рос. Наши) — російськомовний частково анімаційний фільм створений у Луганську дитячою студією «Фантазери» у 2012 році.  У стрічці також присутні неанімаційні сцени, зокрема в стрічку вмонтовані повчальні сцени з реальними акторами.
Творці позиціонували стрічку як "перший повнометражний анімаційний фільм, створений за роки незалежності України", хоча насправді фільм короткометражний оскільки його хронометраж всього 68 хвилин. Фільм створювався ніби як дитячий, але в ньому є багато сцен насилля.. Фільм розповідає про подвиги радянської "Молодої гвардії".
Українська прем'єра фільму відбулась 26 вересня 2012 року в луганському кінотеатрі «Україна» і була приурочена до 70-річчя організації «Молода гвардія».

## Виробництво
Фільм замовила Луганська обласна рада на виконання програми "Патріот Луганщини" й відповідно гроші на фільм у розмірі 800 тис. грн. були виділені з обласного бюджету, хоча, за словами режисера Олексія Сича, студія отримала лише третину цієї суми.. Робота над фільмом тривала впродовж дев'яти з половиною місяців.
Фільм створила дитяча студія «Фантазери» Луганської державної академії культури і мистецтв. Стрічка має авторське музичне оформлення. Сценарій написаний не за однойменним романом Олесандра Фадєєва, а за документами музею «Молода гвардія» і, більшою мірою, за розповідями Олени Берської — однокласниці Ліди Андросової, однієї з членів «Молодої гвардії». Автори свідомо не використовували інших джерел.

## Нагороди
На першому Міжнародному кінофестивалі «Слов'янська казка», який відбувся в Софії (Болгарія), стрічка виборола перше місце в номінації «Найкращий анімаційний фільм».